# Teeren und Federn

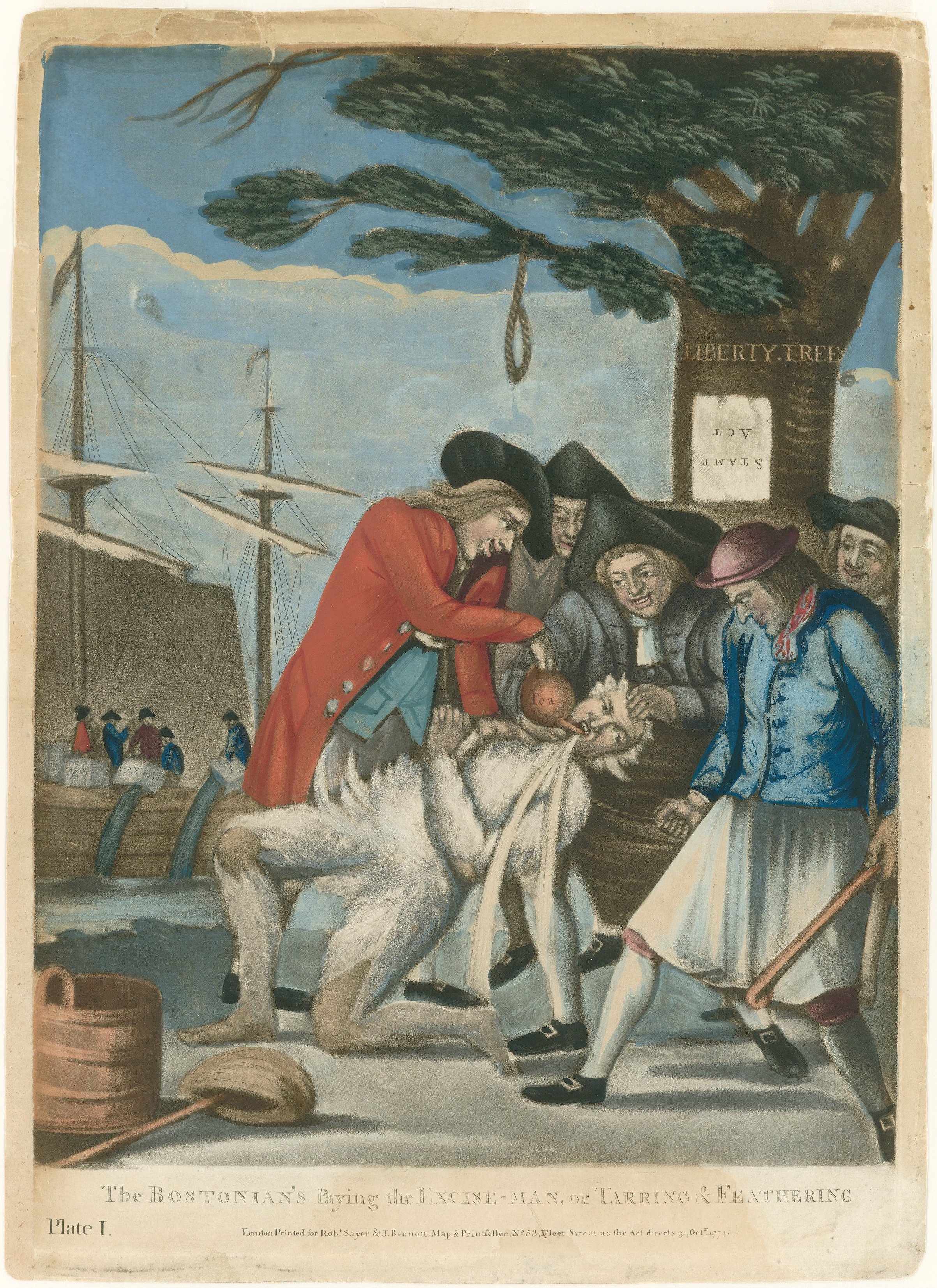
Die Söhne der Freiheit teeren und federn einen Steuereintreiber unter dem Freiheitsbaum. Darstellung des Bostoner Teesturms von 1774

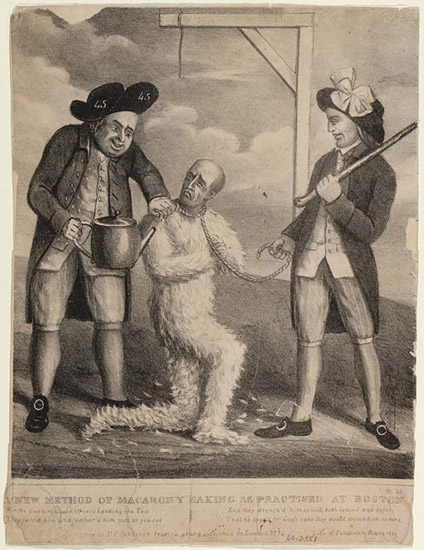
Teeren und Federn als Bestrafungsmaßnahme im Jahr 1830 in Boston

Teeren und Federn ist eine Methode der Selbstjustiz. Vermeintliche oder tatsächliche Verbrecher wurden mit Teer überstrichen oder in Teer gewälzt, mit Federn beworfen und danach meist ausgesetzt. Das Teeren und Federn macht den Verurteilten bildlich vogelfrei. Beim verwendeten Teer handelt es sich nicht um das heute gebräuchliche Bitumen, das mit Gesteinskörnungen als Asphalt im Straßenbau eingesetzt wird, sondern um Holzteer. Dieser ist im unerhitzten Zustand zähflüssig; das Teeren führte beim Opfer also nicht zu Verbrennungen.
Die verbreitete Redensart „Teeren und Federn“ ist in metaphorischer Weise als Drohung gebräuchlich, jemanden zur Strafe zu quälen und auf Dauer bloßzustellen.

## Geschichte
Das Teeren und Federn war vor allem in den USA des späten 18. und frühen 19. Jahrhunderts verbreitet.
Nach der Neugründung des Ku-Klux-Klans im Jahre 1915 erlebte diese Form der Selbstjustiz eine Wiederaufstehung in den USA. Nach den Autoren David Mark Chalmers (Hooded Americanism, 1965) und William Peirce Randel (Ku Klux Klan, 1965) gehörten so genannte tar-and-feather-parties zu den in den 1920er Jahren weitverbreiteten Instrumenten der Einschüchterung und Folterung missliebiger Personen. Noch in den 1960er Jahren wurde diese Art archaisch anmutender Selbstjustiz in Einzelfällen eingesetzt.

## Rezeption
Literarisch verarbeitet wurde das Teeren und Federn etwa von Edgar Allan Poe in der Erzählung The System of Dr. Tarr and Professor Fether und von Mark Twain in den Abenteuern des Huckleberry Finn. In den Comics der Lucky-Luke-Reihe erscheint das Teeren und Federn häufig mit einem ironischen Unterton als Strafe für Falschspieler und andere Betrüger.